# Świątek (rzeźba)

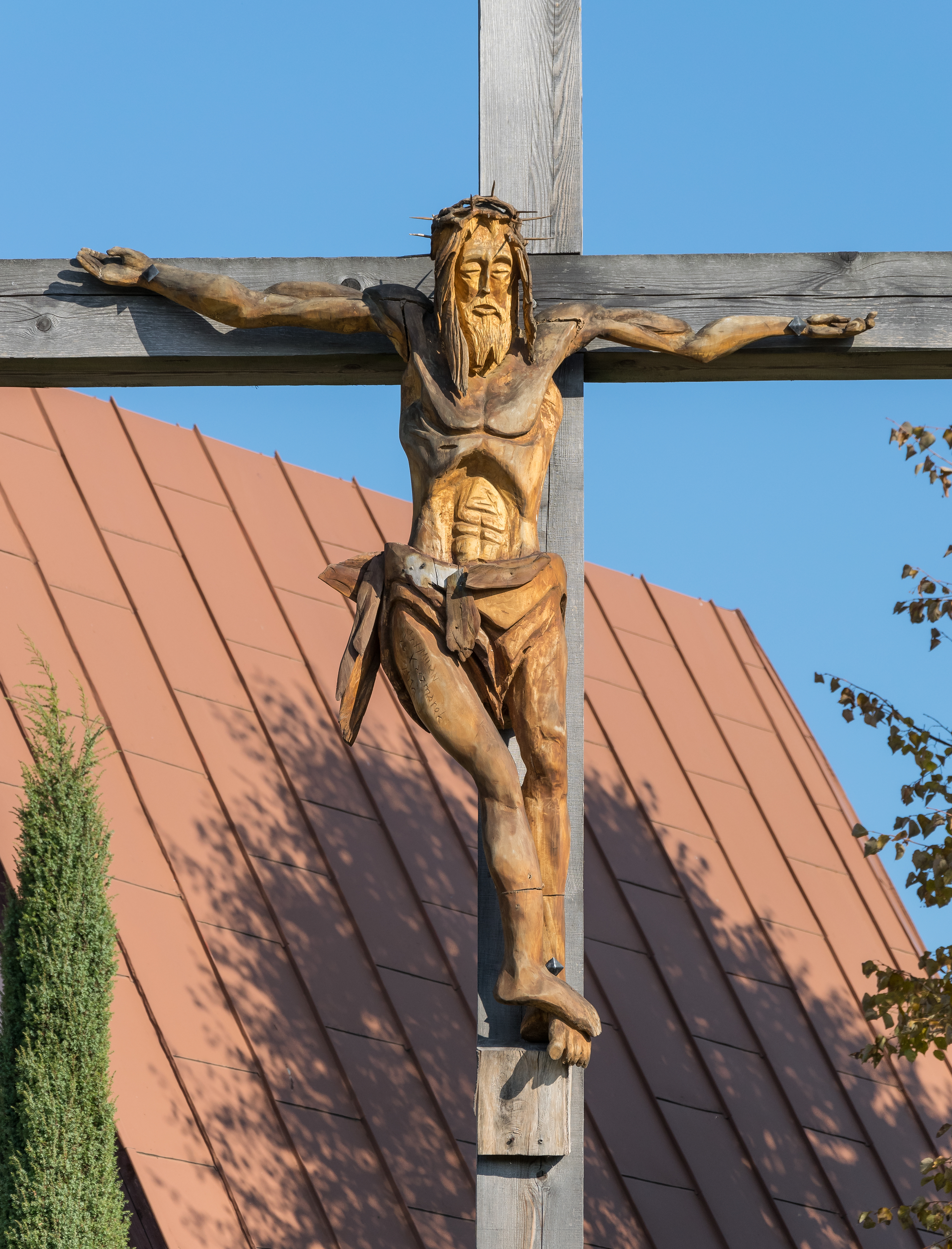
Świątek w Przygórzu

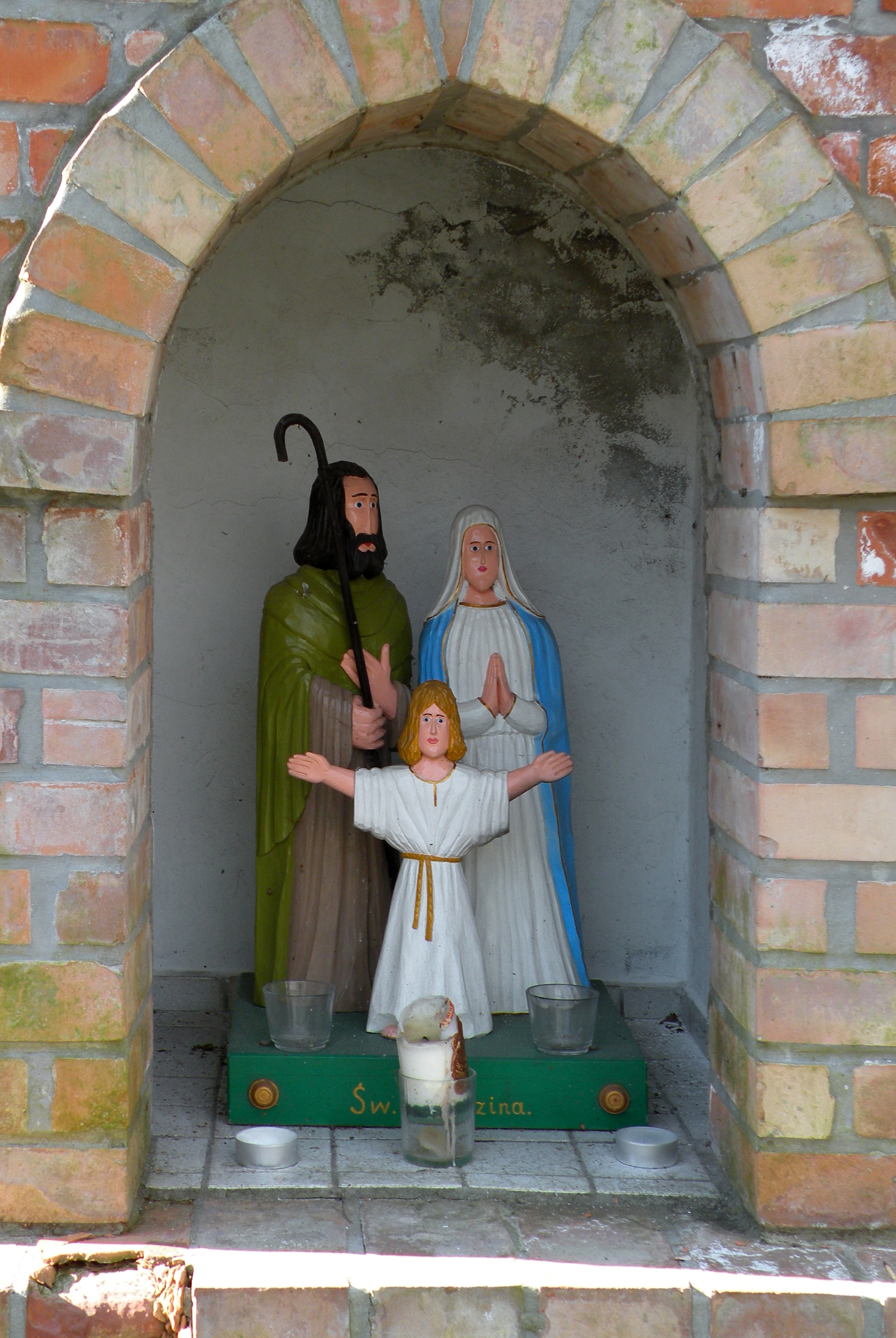
Przykład współczesnych „świątków” z warmińskiej kapliczki w Jonkowie

Świątek – drewniana rzeźba o tematyce religijnej, zazwyczaj pokryta polichromią, wykonywana przez twórców ludowych – samouków. Najczęstszym motywem są: Chrystus Frasobliwy i Matka Boża. Umieszczane są często w kapliczkach. Świątki, będące niewielkimi obiektami sakralnymi, nazywane są lokalnie „figurami” (od „figura” Matki Boskiej, „figura” świętego).
W latach 60. i 70. XX wieku produkowane były w celach komercyjnych na masową skalę przez twórców pracujących dla Cepelii. Miały one jednak formę nie tyle religijną, co artystyczną (z motywami religijnymi w ludowej twórczości).